# Byrrhinus brevior
Byrrhinus brevior is een keversoort uit de familie dwergpilkevers (Limnichidae). De wetenschappelijke naam van de soort werd in 1927 gepubliceerd door Maurice Pic.